# Greatest Royal Rumble
Greatest Royal Rumble — PPV-шоу производства американского рестлинг-промоушна WWE. Оно прошло 27 апреля 2018 года на международном стадионе «Король Абдалла Спортс Сити» в Джидде, Саудовская Аравия. Это было первое из серии мероприятий WWE, проведенных в Саудовской Аравии в поддержку Saudi Vision 2030, программы социально-экономических реформ страны. На мероприятии состоялась защита всех мужских чемпионских титулов основного ростера на тот момент, а также матч «Королевская битва» на 50 человек под названием «Величайшая королевская битва».
В главном событии Брон Строумэн выиграл матч «Величайшая королевская битва» и стал обладателем трофея и чемпионского титула «Величайшая королевская битва». Матч «Величайшая королевская битва» был примечателен тем, что стал последним матчем Криса Джерико в WWE; Джерико работал в компании с 1999 года.

## Результаты
| №                               | Результаты                                                                           | Условия                                                                                       | Время   |
| ------------------------------- | ------------------------------------------------------------------------------------ | --------------------------------------------------------------------------------------------- | ------- |
| 1                               | Джон Сина победил Трипл Эйча                                                         | Одиночный матч                                                                                | 15:45   |
| 2                               | Седрик Александр (c) победил Калисто                                                 | Одиночный матч за чемпионство WWE в первом тяжёлом весе                                       | 10:15   |
| 3                               | Брэй Уайатт и Мэтт Харди победили Сезаро и Шимуса                                    | Командный матч за вакантное командное чемпионство WWE Raw                                     | 8:50    |
| 4                               | Джефф Харди (с) победил Джиндера Махала                                              | Одиночный матч за чемпионство Соединённых Штатов WWE                                          | 6:10    |
| 5                               | «Братья Бладжен» (Харпер и Роуэн) (c) победили «Братьев Усо» (Джей Усо и Джимми Усо) | Командный матч за командное чемпионство WWE SmackDown                                         | 5:05    |
| 6                               | Сет Роллинс (с) победил Миза, Финна Балора и Самоа Джо                               | Матч с лестницами за интерконтинентальное чемпионство WWE                                     | 15:05   |
| 7                               | Матч Эй Джей Стайлза (c) против Синсукэ Накамуры закончился двойным отсчётом         | Одиночный матч за чемпионство WWE                                                             | 14:25   |
| 8                               | Гробовщик победил Русева (с Эйденом Инглишем)                                        | Матч с гробом                                                                                 | 9:40    |
| 9                               | Брок Леснар (c) (с Полом Хейманом) победил Романа Рейнса                             | Матч в стальной клетке за чемпионство Вселенной WWE                                           | 9:15    |
| 10                              | Брон Строумэн победил, последним выбросив Биг Касса                                  | Матч «Королевская битва» 50-ти человек за трофей и чемпионство «Величайшая королевская битва» | 1:17:20 |
| - (ч) – чемпион на начало матча |                                                                                      |                                                                                               |         |